# Non-photorealistic Rendering
Non-photorealistic Rendering (kurz: NPR) bezeichnet eine Methode zum Erzeugen („Rendern“ oder Bildsynthese) von Computergrafiken, die bewusst nicht dem physikalisch korrekten Abbild eines Modells entsprechen.

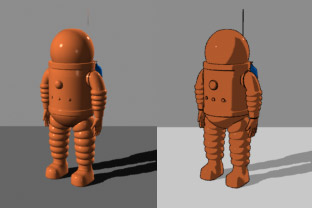
Eine Computergrafik, links konventionell gerendert, rechts NPR

Während es Ziel der meisten Algorithmen zum Rendern von Computergrafiken ist, ein Ergebnis zu erzeugen, welches möglichst nahe an das Vorbild eines Fotos gelangt, wird diese Beschränkung beim NPR aufgehoben. Mithilfe derzeitiger Algorithmen ist es so, ausgehend von denselben dreidimensionalen Modellen, beispielsweise möglich, Bilder zu erzeugen, die wie Strichzeichnungen,
Aquarelle, Ölgemälde o. ä. aussehen. Diese Art von Algorithmen, die geometrisch korrekte Formen nicht fotorealistisch darstellen, sind am häufigsten vertreten und (zumeist) auch als rein bildbasierte Varianten (also ohne Betrachtung der zugrundeliegenden Geometrie) möglich. Es gibt jedoch auch weitere Bereiche des NPR wie z. B. nicht fotorealistische Beleuchtung oder nicht fotorealistische Projektion: hierbei wird mit optischen Gesetzen gebrochen und so Darstellungen ermöglicht, die in der Realität physikalisch unmöglich sind. Beispiele hierfür sind inverse Perspektive (parallele Linien divergieren, Objekte werden mit zunehmender Entfernung von der Kamera größer), mehrere Kamerastandpunkte, die in einem Bild vereint sind, nicht planare Projektionsflächen.

## Missverständnisse
Oft werden auch Verfahren, die mithilfe der herkömmlichen fotografischen Herangehensweisen möglich sind, als NPR bezeichnet. Zum Teil handelt es sich hierbei um Verfahren, bei denen trotz der Anwendungsmöglichkeit in der Fotografie kein mathematisches Bild vorhanden ist (die scharfe Projektion auf eine gekrümmte Fläche ist in einem gewissen Rahmen durchaus möglich, wenn z. B. eine
hinreichend kleine Blende bei der Bildvergrößerung gewählt wird, einem physikalischen Abbild entspricht dies jedoch nicht), zum Teil handelt es sich um bildbasierte Verfälschungen, die nicht im Rahmen der "klassischen" fotografischen Verfahren vertreten sind (als Beispiele hierfür seien der Bromöldruck und das Sabattier-Verfahren genannt), oder aber es handelt sich um physikalisch mögliche, aber den Anwendern der Computertechnik scheinbar nicht bekannte Verfahren, wie z. B. der
Bildkorrektur nach Scheimpflug. All diese, dem Begriff nach durchaus als „fotorealistisch“ zu bezeichnende, Darstellungsmethoden werden in der Literatur gelegentlich als NPR bezeichnet.

## Anwendung
Die Anwendung des NPR ist vielfältig: Strichzeichnungen sind im Bereich technischer Anleitungen oft besser verständlich als Fotos, auch in medizinischen Fachbüchern bilden Fotos eher eine Ausnahme. In anderen Bereichen, in denen es bisher üblich war, Zeichnungen von Hand anzufertigen, werden heute CAD-Programme eingesetzt. Um hierbei dieselben Ergebnisse wie früher zu erreichen, ist oft ebenfalls NPR nötig (als Beispiel sei die Zeichnung von Architekten genannt, bei der der Detailgrad einer Strichzeichnung den Stand der Planung widerspiegelt). Ferner spielt NPR im künstlerischen Bereich und in Computerspielen eine große Rolle, siehe auch Cel Shading.